# Jules Dubois
Jules Dubois (ur. 5 maja 1862 w Pontoise, zm. 1 grudnia 1928 w Levallois-Perret) – francuski kolarz i baloniarz.

## Życiorys
Karierę sportową rozpoczął w wieku 19 lat odnosząc sukcesy w biegach, ale w 1883 roku zaczął jeździć na bicyklu. Na początku lat 90. XIX wieku brał udział w wyścigach w Stanach Zjednoczonych. Zwyciężył w wyścigach kolarskich: Mistrzostwa Francji (100 km) w Grenoble (1885), Mistrzostwa Północy na 100 km w Paryżu (1885), Mistrzostwa Europy (5 km) w Berlinie (1887), Mistrzostwa Świata (50 mil) w Leicester (1888). W 1894 roku założył w Paryżu firmę Cycles Rouxel et Dubois. Oprócz sklepu w Paryżu posiadała ona fabrykę w Suresnes. Firma działała do 1897 roku, gdy została sprzedana kierowcy samochodowemu Archdéacon. W 1900 roku zostaje agentem firmy Decauville, potem Herald. Zaczął startować w wyścigach samochodowych. Wtedy też odbył pierwszy odbył lot balonem, ale gwałtowne lądowanie zniechęciło go na kilka lat. Kolejne loty miały miejsce dopiero w 1908 roku, gdy zaczął startować w zawodach balonowych, równocześnie startując amatorsko w wyścigach kolarskich. W 1924 roku wygrał Critérium des Vieilles Gloires organizowane przez firmę Peugeot i gazetę L’Echo des Sportes. W 1928 roku zmarł kilka tygodni po upadku z roweru, podczas którego złamał kostkę.

## Baloniarstwo
Latać balonem nauczył się w 1908 roku. Startował w zawodach Grand Prix de L’Aero-Club de France, zajmując w 1909 (6. miejsce), 1910 – 5. miejsce, 1912 – 5. miejsce. W listopadzie 1910 odbył lot z Saint-Cloud do Warszawy na balonie o pojemności 1200 m³. Był to czwarty lot balonem z lądowaniem na terenie Rosji. W kwietniu 1913 roku podczas Grand Prix de distance en sphérique po locie z Biarritz w okolice Madrytu na odległość 400 km przeleciał nad Pirenejami. W 1922 roku startując w Grand-Prix Aeroklubu Francji na balonie Fifi o pojemności 900 m³ ustanowił rekord czasu lotu trwającego 23 godziny i 28 minut. Otrzymał za ten wyczyn nagrodę Ministra Wojny i kosz ufundowany przez M.E. Dubonnet. W zawodach o Puchar Gordona Bennetta startował trzykrotnie, zajmując miejsca: 7. (1921), 10. (1922) i 12. (1923).